# Stenoledra decorsei
Stenoledra decorsei är en insektsart som beskrevs av Evans 1954. Stenoledra decorsei ingår i släktet Stenoledra och familjen dvärgstritar. Inga underarter finns listade i Catalogue of Life.